# Em português
Em português (conocido también como Às vezes tu, às vezes eu) es un álbum en portugués de Julio Iglesias lanzado bajo el sello discográfico de CBS e incluye varias de sus canciones en ese idioma incluye Júrame y Soy un Truhan Soy un Señor.

## Lista de Canciones
Cara A
1. As vezes tu,as vezes eu (A veces tu A veces Yo) 2:53
2. O amor (El Amor) 2:49
3. Seguirei meu caminho (Seguiré Mi Camino) 2:57
4. Amigo (Gavilán o Paloma) 4:40
5. Onde estaras? (Donde Estarás?) 2:54

Cara B
1. Sou um charlatão, Sou um senhor (Soy un Truhan Soy un Señor) 3:11
2. Vem 4:53
3. Se me deixas, não vale (Si me dejas no vale) 2:47
4. Quero (Quiero) 2:49
5. Jura-Me (Júrame) 4:09

- Datos: Q106394805